# Bertrand Gagnon
Pour les articles homonymes, voir Gagnon.
Bertrand Gagnon est un acteur québécois né à Sherbrooke le 5 décembre 1926 et mort à St-Lambert le 2 mars 2007 à l'âge de 80 ans.

## Biographie
Il s'installe à Montréal à 17 ans (en 1944) pour faire ses débuts au théâtre avec les Compagnons de Saint-Laurent, puis joue dans des opérettes des Variétés lyriques.
Il fut de la distribution du radioroman Métropole de Robert Choquette dès 1944.
Il obtient son premier rôle important à la télévision dans le téléroman 14, rue de Galais en 1954. En plus de ses nombreux rôles au théâtre, il devient une figure connue du petit écran puisqu'au fil des ans, il apparaît notamment dans Rue des pignons, Cré Basile, Marisol et surtout Entre chien et loup dans lequel il tient le rôle de Hubert Valois, le marchand général, de 1984 à 1992. On le voit aussi dans quelques rôles de moindre importance au cinéma.
En plus de ses activités artistiques, il occupa le poste de président de l'Union des artistes de 1960 à 1962.

## Filmographie

### comme acteur
- 1984 - 1992 : Entre chien et loup
- 1983 : Lucien Brouillard  de Bruno Carrière
- 1981 : Une vie de Roger Legault
- 1981 : Yesterday de John Dunning
- 1980 : Marisol (série TV)
- 1980 : Cordélia de Jean Beaudin
- 1980 : Au jour le jour
- 1977 : Duplessis de Mark Blandford
- 1977 : Les As de Guy Hoffman
- 1976 : Parlez-nous d'amour de Jean-Claude Lord
- 1976 : Beat de André Blanchard
- 1976 : Bien dans sa peau de Guy Leduc
- 1975 : Lies My Father Told Me de Ján Kadár
- 1975 : Y'a pas de problème de Jean Gaumont
- 1974 : Bingo de Jean-Claude Lord
- 1974 : La Petite Patrie de Claude Jasmin
- 1973 : Trois fois passera de Jean Beaudin
- 1972 : Quelques arpents de neige de Denis Héroux
- 1972 : L'Apparition de Roger Cardinal
- 1972 : L'exil de Thomas Vámos
- 1969 : Lac du diable épisode de Adventures in Rainbow Country de George Gorman
- 1969 : Délivrez-nous du mal de Jean-Claude Lord
- 1968 : Le Paradis terrestre de Louis Bédard
- 1965 : Cré Basile de Marcel Gamache
- 1960 : Sous le signe du lion de Jean-Pierre Sénécal
- 1957 : Radisson de Pierre Gauvreau
- 1957 : Opération-mystère de Louis Bédard
- 1955 : Beau temps, mauvais temps de Jean-Louis Béland
- 1954 : 14, rue de Galais de Jean Boisvert